# Договор о ненападении между Германией и Советским Союзом

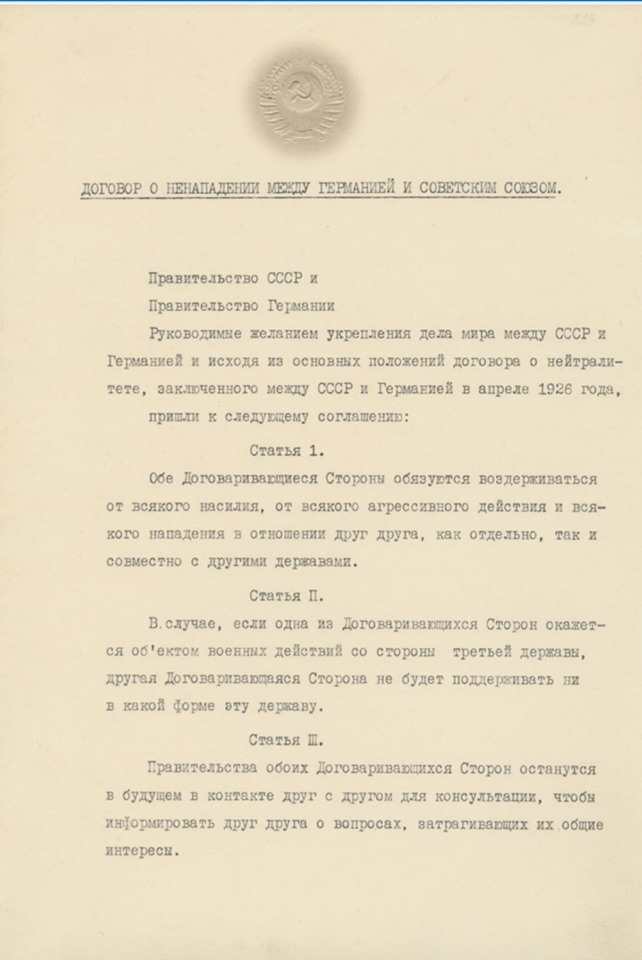
Оригинал первой страницы договора

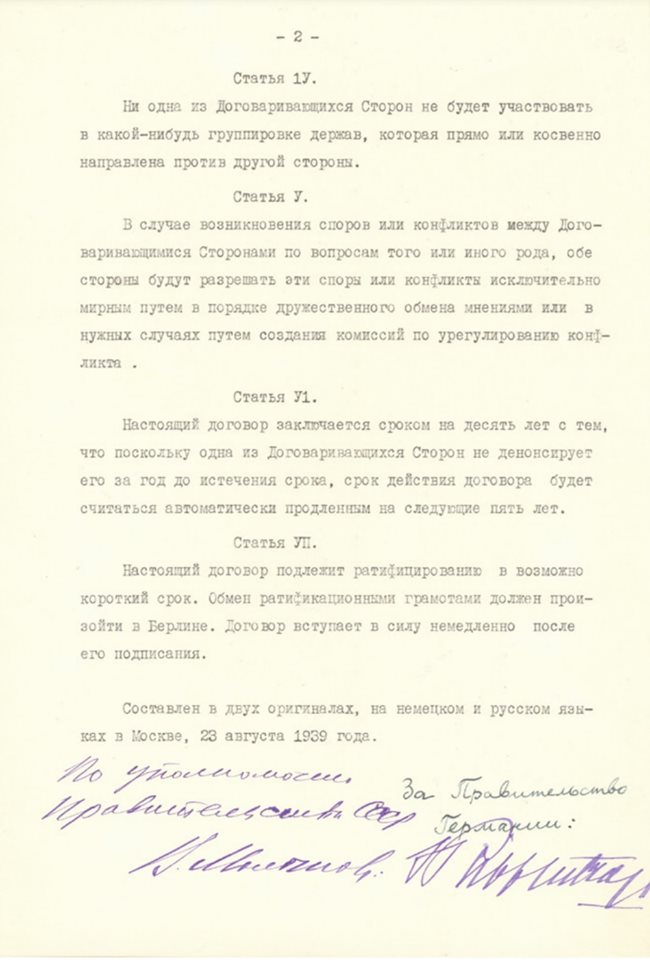
Оригинал второй страницы договора

Догово́р о ненападе́нии ме́жду Сове́тским Сою́зом и Герма́нией  (нем. Deutsch-sowjetischer Nichtangriffsvertrag; также известен как пакт Мо́лотова — Ри́ббентропа или как пакт Сталина — Гитлера) — межправительственное соглашение, подписанное в Кремле в первые часы 24 августа 1939 г. (документ датирован 23 августа 1939 г.) главами ведомств по иностранным делам Советского Союза и Германии. Ранее подобные договоры с Германией подписали Польша (1934), Великобритания (1938), Франция (1938), Литва (1939), Латвия (1939), Эстония (1939); позднее — Турция (1941). Советский Союз также подписал договор о ненападении с Польшей в 1932 году.
Советско-германский договор о ненападении был заключён во время боевых действий на Халхин-Голе между СССР и Японией, союзницей Германии по Антикоминтерновскому пакту. Согласно договору, стороны соглашения обязывались воздерживаться от нападения друг на друга и соблюдать нейтралитет в случае, если одна из них становилась объектом военных действий третьей стороны. Участники соглашения также отказывались от союзных отношений с другими державами, «прямо или косвенно направленных против другой стороны». Предусматривался взаимный обмен информацией о вопросах, затрагивающих интересы сторон.
Отличительной чертой этого договора являлся прилагаемый к нему секретный дополнительный протокол о разграничении между сторонами сфер интересов в Восточной Европе на случай «территориально-политического переустройства». Протокол предусматривал включение Латвии, Эстонии, Финляндии, восточных «областей, входящих в состав Польского государства», и Бессарабии в сферу интересов СССР. Литва и западная часть Польши были отнесены в сферу интересов Германии. Однако дополнительным протоколом, Договор о дружбе и границе между СССР и Германией, от 28 сентября 1939 года Германия передала Литву в советскую сферу влияния (за исключением небольшой полосы Сувалкского района).
Подписание договора завершило период охлаждения советско-германских политических и экономических отношений, вызванного приходом к власти в Германии НСДАП и Адольфа Гитлера. Получив осенью 1938 года в Мюнхене очередное наглядное свидетельство того, что великие державы не готовы учитывать мнение СССР в европейской политике, советское руководство было крайне заинтересовано в срыве тенденции европейской консолидации, не учитывающей советские интересы. В этом смысле продолжение германской экспансии в начале 1939 года отвечало интересам Москвы, так как резко повышало заинтересованность обеих европейских военно-политических группировок в соглашении с СССР, тогда как советское руководство могло выбирать, с кем и на каких условиях оно будет договариваться с учётом своих интересов.
Согласно традиционной советской историографии, СССР с приходом нацистов к власти предпринимал усилия для сохранения мира в Европе: в 1935 г. был заключён Франко-советский пакт о взаимопомощи, а с 1938 по август 1939 гг. советское руководство не раз критиковало агрессию Германии и предлагало широкую международную коалицию и прямую военную помощь. Поэтому советско-германский пакт о ненападении 23 августа 1939 г. воспринимался как вынужденная мера на фоне нежелания  Англии и Франции создать действенный антиагрессорный союз — особенно после Мюнхенского соглашения 1938 г. Однако современные исследования рассматривают пакт Молотова — Риббентропа прежде всего как оппортунистическое соглашение Сталина, позволившее выиграть время для перевооружения и укрепления Красной армии и, в отличие от Мюнхенского соглашения, включавшее секретные протоколы о разделе третьих государств.
Слухи о существовании дополнительных секретных договорённостей появились вскоре после подписания договора. Текст секретного протокола был опубликован в 1948 году по фотокопиям, а в 1993 году — по вновь найденным подлинникам.
1 сентября 1939 года Германия начала вторжение в Польшу, а 17 сентября 1939 года на территорию Польши вторглись советские войска. Территориальный раздел Польши (Пятый раздел Польши) между СССР и Германией был завершён подписанием договора о дружбе и границе от 28 сентября 1939 года и дополнительного протокола к нему от 4 октября того же года. В 1940 году СССР присоединил страны Прибалтики, Бессарабию и Северную Буковину, а также часть финской территории (в результате войны с Финляндией).
В связи с нападением Германии на Советский Союз 22 июня 1941 года договор утратил силу. При заключении Соглашения Сикорского — Майского 30 июля 1941 года советское правительство признавало советско-германские договоры 1939 года утратившими силу в части территориальных изменений в Польше. В 1989 году II Съезд народных депутатов СССР осудил факт подписания секретного дополнительного протокола от 23 августа 1939 года и других секретных договорённостей с Германией и признал секретные протоколы «юридически несостоятельными и недействительными с момента их подписания».
В 2009 году Европейский парламент провозгласил 23 августа — дату подписания договора о ненападении между Германией и Советским Союзом — днём памяти жертв сталинизма и нацизма.

## Предыстория советско-германского сближения

### Советско-германские отношения в 1933—1938 годах

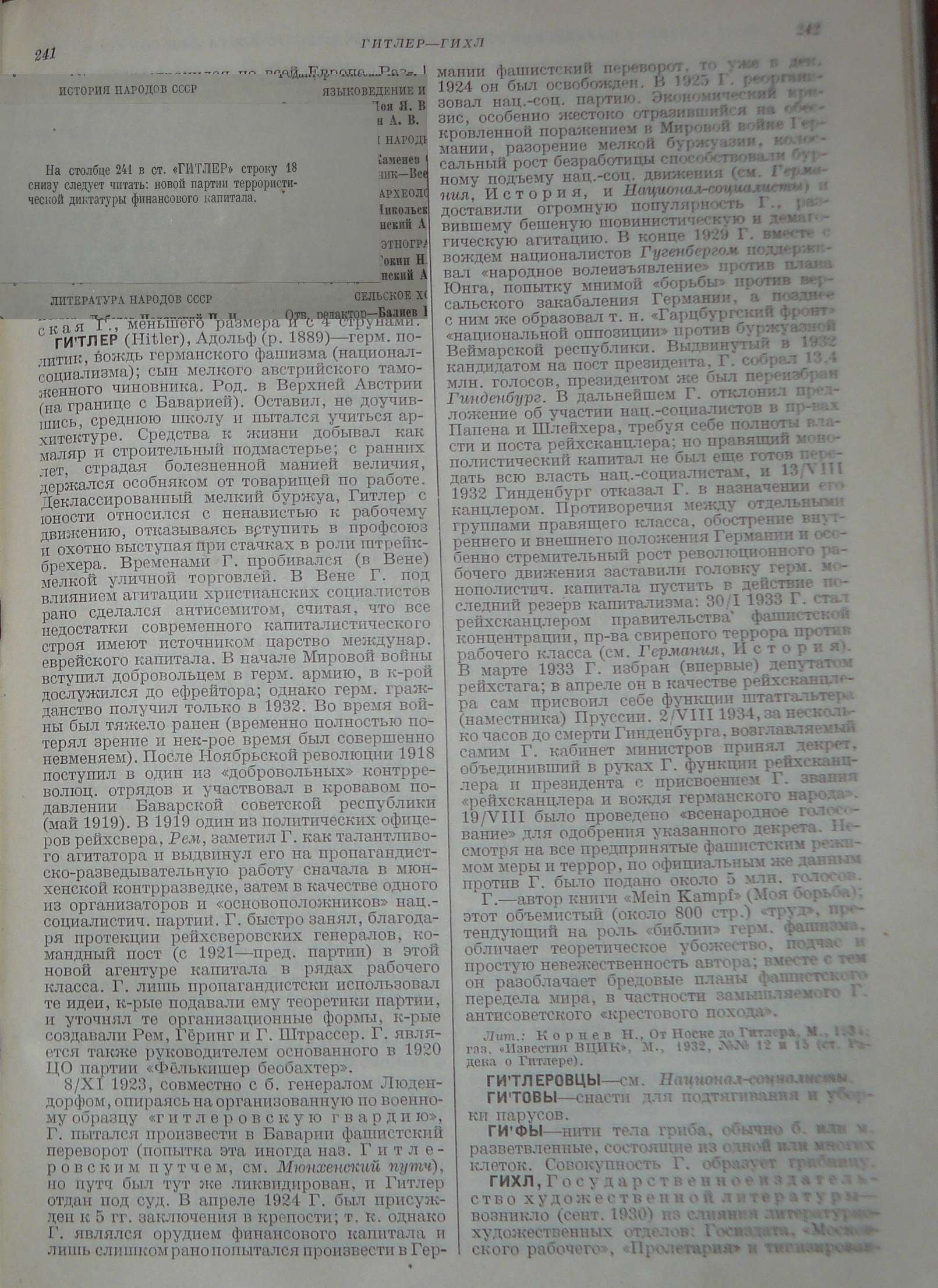
Малая советская энциклопедия 1936 года издания отражает общий настрой СССР в отношении Германии, описывая «теоретическое убожество» и «невежественность» Гитлера

После прихода Гитлера к власти в Германии в 1933 году и начавшихся в ходе «Национальной революции» антисоветских и антикоммунистических эксцессов, СССР разорвал все (до тех пор весьма тесные) экономические и военные отношения с Германией. Осенью 1933 года авиационная школа в Липецке и другие военные объекты Германии на территории Советского Союза были закрыты, а немецкие военные специалисты вернулись на родину. С этого времени официальным курсом НКИД СССР, возглавлявшегося М. М. Литвиновым, становится курс на создание в Европе системы «коллективной безопасности», то есть системы международных договоров, которые бы воспрепятствовали реваншистским планам Германии.
Гитлер, однако, с приходом к власти не захотел денонсировать Берлинский договор о нейтралитете с СССР 1926 года и протокол к нему от 1931 года, заявив 5 мая 1933 года, что эти документы будут действовать и впредь.
В декабре 1933 года правительствами Франции и СССР было выдвинуто совместное предложение о заключении договора о коллективной безопасности в Европе. Были сделаны предложения присоединиться к договору Германии, Великобритании, Финляндии, Чехословакии, Польше, Эстонии, Латвии и Литве. Проект договора получил название «Восточный пакт». Восточный пакт не удалось осуществить из-за отказа Германии и Польши участвовать в нём. В марте 1934 года правительство Пилсудского заключило с Германией договор о ненападении, ставший первым внешнеполитическим успехом правительства Гитлерa наряду с первым же признанием его Польшей на международной арене.
В марте 1935 года Германия окончательно перестала соблюдать военные статьи Версальского мирного договора 1919 года. В стране была введена всеобщая воинская повинность и началось перевооружение армии, однако, это не встретило никакого противодействия со стороны западных держав, гарантов Версальского мира.
В ноябре 1936 года Германия и Япония подписали направленный против СССР «Антикоминтерновский пакт», участником которого в 1937 году стала и Италия. В ходе Гражданской войны в Испании СССР оказывал военную помощь республиканскому правительству, тогда как Германия и Италия активно поддержали путч генерала Франко. В марте 1938 года Германия осуществила аншлюс Австрии и стала выдвигать территориальные претензии к Чехословакии. Великобритания и Франция тем временем проводили в отношении Германии политику «умиротворения». 29—30 сентября было подписано Мюнхенское соглашение, предусматривавшее насильственное отторжение от Чехословакии и передачу Германии Судетской области и пограничных с Австрией районов. В начале октября Судетская область была аннексирована нацистской Германией. Одновременно несколько сопредельных районов Чехословакии и Венгрии были оккупированы войсками Польши.

### «Миссия Канделаки»
В 1934—1937 годах Советский Союз предпринял ряд попыток расширить экономические отношения и провести разрядку политических отношений с Германией. В конце 1934 года в Берлине должность торгпреда занял личный эмиссар Сталина Давид Канделаки. Ведя переговоры в Германии, Канделаки пытался перевести их с экономического на политический уровень — на рейхсминистра Г. Геринга и директора Имперского банка Я. Шахта.
В 1936 году советская сторона предлагала Берлину подписание договора о ненападении. Предложение было отклонено на том основании, что между СССР и Германией нет общей границы. Как позднее утверждал руководитель сети советской разведки Вальтер Кривицкий, для демонстрации доброй воли со стороны Москвы ему в декабре 1936 года было приказано ослабить разведывательную работу в Германии.
Так называемая «миссия Канделаки» продолжалась до 1937 года и закончилась неудачей: немецкая сторона по идеологическим и политическим соображениям не считала нужным идти на расширение связей с СССР.

### Внешнеполитическая стратегия СССР
С осени 1938 года германское руководство стало постепенно добиваться нормализации отношений с СССР. Уже в первые дни после заключения Мюнхенского соглашения германское посольство в Москве предвидело возможность пересмотра внешней политики СССР. 3 октября 1938 года советник германского посольства Вернер фон Типпельскирх докладывал из Москвы в МИД Германии: «Обращаясь к области политического прогноза, нельзя отказываться от мысли, что Советский Союз пересмотрит свою внешнюю политику. В связи с этим надо иметь в виду прежде всего отношения с Германией, Францией и Японией… Я не считаю невероятной гипотезу, что современное положение открывает благоприятные возможности для нового и более широкого экономического соглашения Германии с СССР». 19 декабря был продлён на 1939 год советско-германский торговый договор, а в начале 1939 года по инициативе Германии были начаты экономические переговоры.
Сделав ставку на неизбежность возникновения нового конфликта между т. н. «империалистическими государствами», СССР стремился не допустить объединения великих держав, воспринимая это как главную угрозу своим интересам. Современный историк М. И. Мельтюхов в связи с этим указывает на несколько документов, относящихся к концу 1938 — началу 1939 годов, которые, по его мнению, отражают представления советского руководства о сути происходивших на европейской арене событий и о тактике внешнеполитических действий СССР в складывающейся обстановке.
Первый — статья «Международная обстановка второй империалистической войны», опубликованная осенью 1938 года в журнале «Большевик» за подписью В. Гальянова. Под этим псевдонимом, по словам Мельтюхова, скрывался заместитель наркома иностранных дел СССР В. Потёмкин. Как следует из статьи, внешнеполитическая доктрина СССР того времени исходила из того, что новая мировая война уже началась — автор имеет в виду ряд военных акций второй половины 1930-х годов, изменивших обстановку в мире и разделивших главные капиталистические державы на «агрессоров» (Германия, Италия, Япония) и тех, кто «попустительствует агрессии» (Англия, Франция, США). По мнению автора статьи, подобное «попустительство» наносит ущерб интересам и самих западных держав, но фактически направлено на столкновение «агрессоров» и Советского Союза — «оплота революции и социального прогресса». Перспектива дальнейших событий представлялась следующим образом: «Фронт второй империалистической войны всё расширяется. В него втягиваются один народ за другим. Человечество идёт к великим битвам, которые развяжут мировую революцию… Конец этой второй войны ознаменуется окончательным разгромом старого, капиталистического мира», когда «между двумя жерновами — Советским Союзом, грозно поднявшимся во весь свой исполинский рост, и несокрушимой стеной революционной демократии, восставшей ему на помощь, — в пыль и прах обращены будут остатки капиталистической системы».
Схожие идеи прозвучали в выступлении А. А. Жданова на ленинградской партийной конференции 3 марта 1939 года, в котором он заявил, что фашизм — «это выражение мировой реакции, империалистической буржуазии, агрессивной буржуазии» — угрожает главным образом Англии и Франции. В этих условиях Англии очень хотелось бы, чтобы «Гитлер развязал войну с Советским Союзом», поэтому она старается столкнуть Германию и СССР, чтобы остаться в стороне, рассчитывая «чужими руками жар загребать, дождаться положения, когда враги ослабнут, и забрать». Как заявил Жданов, в Москве разгадали эти замыслы, и СССР будет «копить наши силы для того времени, когда расправимся с Гитлером и Муссолини, а заодно, безусловно, и с Чемберленом». Эти материалы, по мнению Мельтюхова, дополняют характеристику международной ситуации, содержавшуюся в Отчётном докладе ЦК ВКП(б) XVIII съезду партии (10 марта 1939 года), в котором были сформулированы задачи советской внешней политики в условиях начала «новой империалистической войны» и стремления Англии, Франции и США «направить германо-японскую агрессию против СССР»: Советский Союз должен был «проводить и впредь политику мира и укрепления деловых связей со всеми странами; соблюдать осторожность и не давать втянуть в конфликты нашу страну провокаторам войны, привыкшим загребать жар чужими руками; всемерно укреплять боевую мощь» армии и «крепить международные связи дружбы с трудящимися всех стран, заинтересованными в мире и дружбе между народами». Из контекста речи Сталина ясно, что «поджигателями» войны являются страны, проводящие политику невмешательства: Англия, Франция и США. В этих условиях целью советского руководства было использовать кризис и противоречия великих держав для дальнейшего усиления своего влияния в мире с перспективой окончательного решения вопроса о существовании капиталистического общества.
По мнению некоторых историков, речь была воспринята Риббентропом как намёк на возможность улучшения отношений между Германией и СССР. Впоследствии, после заключения пакта, Молотов назвал его «началом поворота» в советско-германских отношениях.

## Кризис 1939 года

Франкистские офицеры на параде в Барселоне. 1938

### Падение Испанской республики
Начало 1939 года было отмечено окончательным поражением республиканской Испании. Несмотря на военную помощь Советского Союза — поставки советской техники, участие специалистов, лётчиков и военных советников, — республиканцы потерпели поражение от националистов во главе с генералом Франко, которых поддерживали Германия и Италия (в том числе военными частями, особенно авиацией). Тревожным сигналом было то, что советские лётчики на лучших советских истребителях И-16 и И-15бис в испанском небе проиграли воздушную войну немецким лётчикам из легиона «Кондор», летавшим на немецких истребителях Ме-109В.
1 апреля 1939 года победившими националистами в Испании была установлена диктатура Франко.

### Весенне-летний кризис 1939 года
В марте 1939 года Чехословакия прекратила своё существование как единое государство: 14 марта Словацкая республика провозгласила «независимость под защитой» нацистской Германии. 15 марта германские войска вступили в Прагу и оккупировали оставшуюся часть Чехии. Германия объявила о создании в Чехии Протектората Богемии и Моравии. 14—18 марта Венгрия при поддержке со стороны Польши оккупировала Закарпатье.
Ещё в октябре 1938 года после аннексии Судетской области в обмен на оккупацию Тешинской Силезии Польшей Германия потребовала от Польши возврата Вольного города Данцига, согласия на прокладку автострады и железной дороги в Восточную Пруссию через польское Поморье, а также присоединения Польши к Антикоминтерновскому пакту (или, по крайней мере, открытого заявления польского руководства о том, что Польша является политическим партнёром Германии и стратегическим противником СССР).
21 марта 1939 года, через неделю после окончательного раздела Чехословакии, Гитлер в своём меморандуме вновь вернулся к требованиям по Данцигу. 26 марта правительство Польши официально ответило отказом на меморандум Гитлера. Тем временем 21—23 марта Германия под угрозой применения силы вынудила Литву передать ей Мемельскую область.
31 марта Великобритания предложила Польше военную помощь в случае нападения и выступила гарантом её независимости. 6 апреля эти гарантии были оформлены в польско-британскую военную конвенцию. 28 апреля Гитлер, выступая в рейхстаге, объявил о разрыве германо-польского пакта о ненападении 1934 года и англо-германского морского соглашения 1935 года. При этом Гитлер в своей речи «избежал традиционных нападок на Советский Союз». 22 мая был подписан так называемый «Стальной пакт» между Германией и Италией, а уже на следующий день, выступая перед военными, Гитлер обозначил основную цель германской внешней политики — возвращение в число «могущественных государств», для чего требовалось расширить «жизненное пространство», что было невозможно «без вторжения в чужие государства или нападения на чужую собственность». Англия при этом называлась главным врагом Германии, борьба с которым — «вопрос жизни и смерти». Что же касается России, то Гитлер не исключал, что «судьба Польши останется ей безразлична»; но и в случае советского вмешательства он выражал намерение «напасть на Англию и Францию и нанести им несколько сокрушительных ударов»

### Советская дипломатия в условиях весенне-летнего кризиса
Весной 1939 года действия Германии в отношении Чехословакии, Литвы, Польши и Румынии заставили Великобританию и Францию заняться поиском союзников для сдерживания германской экспансии. Одновременно Германия предприняла зондаж позиции СССР на предмет улучшения отношений, но советская сторона предпочла занять выжидательную позицию.
В ответ на оккупацию Чехии и включение её в состав Германии Советское правительство в ноте от 18 марта заявило: «…При отсутствии какого бы то ни было волеизъявления чешского народа, оккупация Чехии германскими войсками и последующие действия германского правительства не могут не быть признаны произвольными, насильственными, агрессивными».
18 марта, в связи с известиями о готовящемся предъявлении Германией ультиматума Румынии, выполнение которого должно было поставить её экономику на службу Рейху, нарком иностранных дел СССР Литвинов через английского посла в Москве предложил созвать конференцию шести стран: СССР, Англии, Франции, Румынии, Польши и Турции — с целью предотвращения дальнейшей германской агрессии. Однако английская сторона нашла это предложение «преждевременным» и предложила ограничиться совместной декларацией Англии, Франции, СССР и Польши о заинтересованности названных стран в сохранении независимости и целостности государств Восточной и Юго-восточной Европы.
17 апреля Литвинов, в ответ на английское предложение дать Польше односторонние гарантии также и со стороны СССР, предложил проект англо-франко-советского договора о взаимопомощи, предусматривающего «всяческую, в том числе и военную, помощь восточноевропейским государствам, расположенным между Балтийским и Чёрным морями и граничащим с СССР, в случае агрессии против этих государств». В ответ Франция предложила ограничиться короткой декларацией о намерениях: оказывать военную поддержку друг другу или солидарную поддержку странам Центральной и Восточной Европы в случае германской агрессии против кого-либо из фигурантов.
17 апреля по указанию наркома Литвинова полпред в Берлине Мерекалов вручил статс-секретарю германского МИДа Э. фон Вайцзеккеру ноту с протестом по поводу действий представителей германского военного командования, ведущих к срыву чешским концерном «Шкода» поставок для Советского Союза артиллерийских и зенитных орудий, систем управления огнём с комплектом чертежей и полным описанием технологического процесса и других материалов военного назначения на общую сумму свыше 3,5 млн долларов США. Этот повод был использован сторонами для взаимных политических зондажей.
3 мая, когда стало ясно, что Великобритания и Франция не приняли советское предложение, народным комиссаром иностранных дел вместо М. М. Литвинова был назначен В. М. Молотов, по совместительству оставшийся главой СНК СССР. В Берлине это восприняли как обнадёживающий знак. Через день немецким газетам были запрещены всякие нападки на СССР. Уже 9 мая в Берлине усиленно циркулировали слухи, что Германия «сделала или собирается сделать России предложения, направленные на раздел Польши». 20 мая новый нарком по иностранным делам, в ответ на просьбу германского посла о встрече, принял Шуленбурга, выслушав заявление о готовности Германии возобновить экономические переговоры. Молотов вёл разговор с послом в чрезвычайно дружелюбном тоне, заявив, что для успеха экономических переговоров «должна быть создана соответствующая политическая база». Это указание на «политическую базу» для самого Шуленбурга явилось неожиданностью. 21 мая Сталин затребовал в НКИД всю документацию по германо-советским договорам.

### Война с Японией
В мае 1939 года японские войска с территории Манчжоу-го вторглись на территорию Монголии. Красная Армия пришла на помощь Монголии, в соответствии с обязательствами, подписанными в 1936 году в «Протоколе о взаимопомощи». Советским и монгольским частям удалось остановить дальнейшее наступление японцев, однако ожесточённые сухопутные и воздушные бои продолжались всё лето. К середине августа японская группировка в Монголии насчитывала более 75 тысяч человек, 500 артиллерийских орудий, 182 танка, 700 самолётов, которые были сведены в отдельную 6-ю армию. Советские войска готовили контрнаступление с целью выбить японцев с монгольской территории. Начало контрнаступления было назначено на 20 августа. Учитывая, что Германия и Италия были союзниками Японии по Антикомминтерновскому пакту, предотвращение возможного выступления этих стран против Советского Союза приобретало особое значение.

## Военные переговоры с Великобританией и Францией 1939 года
В советской и российской историографиях принято, что целями Великобритании и Франции на переговорах в Москве были: отвод от своих стран угрозы войны; предотвращение возможного советско-германского сближения; демонстрацией сближения с СССР, достижение соглашения с Германией; втягивание Советского Союза в будущую войну и направление германской агрессии на Восток. Также советские и российские историографы зачастую утверждали, что Великобритания и Франция, стремясь сохранить видимость переговоров, в то же время не желали равноправного союза с СССР. В постсоветский период появились утверждения, что Запад был более заинтересован в союзе с СССР, нежели советское руководство — в союзе с Великобританией и Францией. Цели же СССР на этих переговорах, являются предметом дискуссии. Считается, что советское руководство ставило перед дипломатами три основные задачи — предотвратить или оттянуть войну и сорвать создание единого антисоветского фронта. Сторонники официальной советской версии считают, что стратегической целью советского руководства летом 1939 года было обеспечение безопасности СССР в условиях начавшегося кризиса в Европе; их оппоненты указывают, что советская внешняя политика способствовала столкновению Германии с Великобританией и Францией в расчёте на «мировую революцию».
Переговоры начались в апреле, однако долгое время прогресса на них не отмечалось. 24 мая Великобритания наконец решилась на союз с СССР. 27 мая Чемберлен, опасаясь, что Германии удастся нейтрализовать СССР, направил послу в Москве инструкцию, предписывающую согласиться на обсуждение договора о взаимопомощи, военной конвенции и гарантий государствам, которые подвергнутся нападению Гитлера. Англо-французский проект был разработан на основе советских предложений от 17 апреля.
31 мая на сессии Верховного Совета СССР в выступлении Молотова прозвучала критика позиции Великобритании и Франции, которые, по его словам, лишь демонстрировали уступки и не хотели дать гарантии прибалтийским государствам. В этих условиях, отметил Молотов, «мы вовсе не считаем необходимым отказываться от деловых связей» с Германией и Италией. Тем самым Москва стремилась оказать давление как на Великобританию и Францию, так и на Германию.
Согласно англо-французскому проекту соглашения от 27 мая (с советскими поправками от 2 июня), который был взят за основу дальнейших переговоров, вступление союза в силу предусматривалось в следующих случаях:
- в случае нападения одной из европейских держав (то есть Германии) на одну из договаривающихся сторон;
- в случае германской агрессии против Бельгии, Греции, Турции, Румынии, Польши, Латвии, Эстонии или Финляндии (предполагалось, что договаривающиеся стороны дадут гарантии защиты всем этим государствам);
- в случае, если одна из сторон будет вовлечена в войну из-за предоставления помощи по просьбе третьей европейской страны.

1 июля Великобритания и Франция согласились дать гарантии прибалтийским государствам.
8 июля Великобритания и Франция констатировали, что договор с СССР в целом согласован, однако советская сторона выдвинула новые требования (речь шла о расширенной формулировке понятия «косвенная агрессия», не соответствовавшей международному праву), отказавшись идти на какие-либо уступки. Кроме того, СССР настаивал на одновременном заключении политического договора и военной конвенции. 19 июля британское руководство решило согласиться на военные переговоры для того, чтобы затруднить советско-германские контакты и усилить свои позиции в отношении Германии. Считалось, что военные переговоры позволят не допустить советско-германского сближения и затянуть время до осени, когда Германия в силу погодных условий не решится начать войну.
23 июля советская сторона предложила начать переговоры военных миссий в Москве, не дожидаясь достижения политического соглашения. 25 июля английская, а 26 июля французская стороны ответили согласием. Глава МИД Великобритании Галифакс при этом заявил, что делегация сможет выехать через 7—10 дней, но состав её ещё не определён. В результате английская и французская миссии отправились в Москву 5 августа, выбрав при этом самый продолжительный способ передвижения — морем до Ленинграда (ныне Санкт-Петербург) и далее поездом. В Москву миссии прибыли только 11 августа.
Чемберлен не верил ни в возможность достижения соглашения с СССР, ни в военный потенциал Красной армии, надеялся использовать переговоры лишь как средство давления на Гитлера и потому всемерно их затягивал.
Инструкции британской и французской военных делегаций предусматривали, что «до заключения политического соглашения делегация должна… вести переговоры весьма медленно, следя за развитием политических переговоров». Всё ещё надеясь достичь договорённости с Германией, британское правительство не желало в результате переговоров с СССР «быть втянутым в какое бы то ни было определённое обязательство, которое могло бы связать нам руки при любых обстоятельствах. Поэтому в отношении военного соглашения следует стремиться к тому, чтобы ограничиваться сколь возможно более общими формулировками».
Сталин также не рассчитывал на реальное заключение соглашения с Англией и Францией, а рассматривал переговоры как средство дипломатической игры, с одной стороны — с Германией, с другой стороны — с Англией и Францией, с целью остаться вне европейской войны.
14 августа на переговорах с военными миссиями Великобритании и Франции советская сторона подняла вопрос о проходе Красной армии через Польшу и Румынию, но вопрос о пропуске Красной армии через территорию Польши по виленскому и галицийскому коридорам — без чего, по мнению советской стороны, не могла быть отражена возможная германская агрессия, оказался «мёртвой точкой», на которой переговоры застыли. Поляки отказывались пропускать Красную армию через свою территорию, несмотря на давление со стороны Франции. 17 августа в переговорах был сделан перерыв.
17—19 августа Великобритания и Франция уточняли позицию Польши относительно прохода Красной армии и пытались добиться её согласия, но Варшава осталась при своём мнении. Утром 21 августа началось последнее заседание англо-франко-советских военных переговоров, в ходе которого стало ясно, что переговоры зашли в тупик. Тем не менее формально переговоры прерваны не были. 22 августа советская пресса сообщила о предстоящем приезде в Москву Риббентропа для заключения пакта о ненападении, при этом СССР информировал Великобританию и Францию, что «переговоры о ненападении с Германией не могут никоим образом прервать или замедлить англо-франко-советские переговоры». В тот же день Франция попыталась вновь добиться от Польши согласия на проход Красной армии, чтобы иметь возможность ограничить значение будущего советско-германского пакта или сорвать его подписание. Глава французской военной миссии, получивший наконец полномочия на подписание военной конвенции, пытался 22 августа настоять на продолжении военных переговоров, но глава советской военной миссии, сославшись на то, что «позиция Польши, Румынии, Англии неизвестна», предложил не торопиться с продолжением переговоров.

## Политика стран Восточной Европы

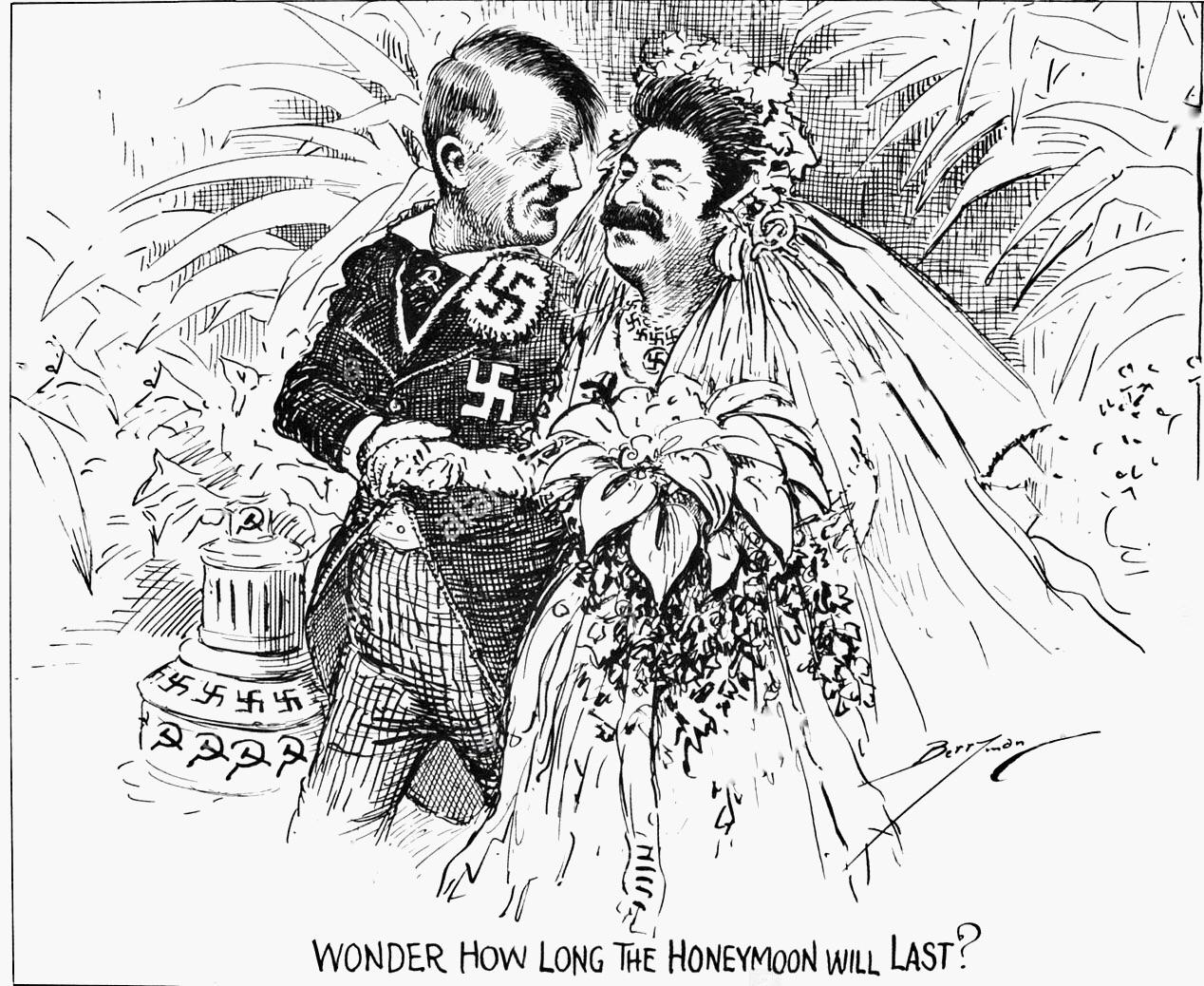
«Интересно, сколько продлится медовый месяц?». Клиффорд Берримен. («The Washington Star», октябрь 1939)

Правительства восточноевропейских стран относились к СССР с глубоким недоверием. В мае 1939 года, несмотря на обострение отношений с Германией, польское министерство иностранных дел заявило, что Польша не хочет связывать себя какими-либо соглашениями с СССР.

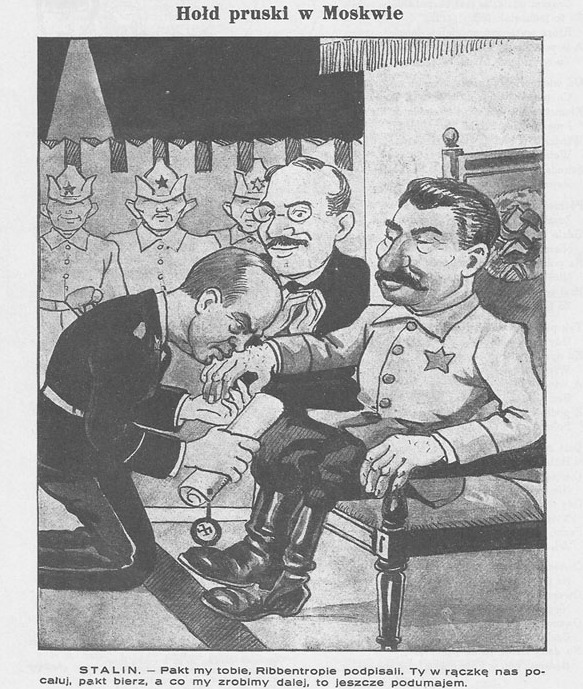
«Прусский вассалитет в Москве». Карикатура из польской газеты «Муха», 8 сентября 1939. Подпись: «Пакт мы тебе, Риббентроп, подписали. Ты ручку нам поцелуй, пакт возьми, а что мы будем дальше делать — это мы ещё подумаем»

Предвоенную политику Польши американский историк Уильям Ширер характеризует как «самоубийственную». Ширер отмечает, что с 1934 года Польша неуклонно поддерживала Германию в ущерб Версальской системе. При этом между Польшей и Германией существовал острый территориальный спор по поводу Данцигского коридора, разделявшего германскую территорию на две части. Отношения между Польшей и СССР были прохладными, начиная с советско-польской войны, в ходе которой Польша переместила свою границу к востоку от линии Керзона (в результате этого около 6 миллионов этнических белорусов и украинцев оказались в Польше). После кончины Пилсудского политику Польши определяли ветераны советско-польской войны, такие как Бек и Рыдз-Смиглы, настроенные на конфронтацию с СССР. Таким образом, по Ширеру, Польша имела границу, «неприемлемую» ни для Германии, ни для СССР, при этом не будучи достаточно сильной, чтобы иметь возможность ссориться с обоими соседями одновременно.
Прибалтийские страны, как отмечает эстонский историк д-р Магнус Илмьярв, не доверяли СССР как по причинам исторического свойства, так и из-за разницы режимов. Начавшиеся летом 1939 года англо-франко-советские переговоры вызывали их опасения, что, войдя в эти страны, Красная Армия установит там большевистский режим и, в конце концов, откажется уйти. К тому же прибалтийские страны после опыта Мюнхена не верили, что Великобритания и Франция реально выполнят свои обязательства по их защите в случае германской агрессии.
В результате, правительства Эстонии и Латвии заявили, что всякую гарантию, данную без их просьбы, будут рассматривать как акт агрессии, после чего поспешили заключить пакты о ненападении с Германией. 7 июня были подписаны германо-латвийский и германо-эстонский договоры (договор с Литвой был заключён ещё в марте), согласно которым они формально сохраняли нейтралитет, однако обязались предпринимать «с согласия Германии все необходимые меры военной безопасности по отношению к Советской России». При этом Германия не только обещала не нападать на прибалтийские страны, но и гарантировала им помощь в случае агрессии со стороны СССР. Это вызвало у прибалтийских правительств ощущение безопасности — как оказалось вскоре, ложное. Высокопоставленные немецкие военные (Франц Гальдер и Вильгельм Канарис) посетили балтийские страны и вели там переговоры о военном сотрудничестве. По сообщению германского посланника в Таллине, начальник штаба эстонской армии Рэк заявлял ему, что Эстония может содействовать Германии в установлении контроля над Балтийским морем, в том числе в минировании Финского залива против советских военных кораблей.

## Активизация контактов между Германией и СССР
«В момент, когда казалось, что рука агрессора, как думали чемберленовцы, была уже занесена над Советским Союзом… мы заключили пакт с Германией», который «был одним из самых гениальных… актов нашего руководства, особенно тов. Сталина», отмечал М. И. Калинин.
28 июня 1939 года Молотов принял Шуленбурга и говорил с ним о нормализации отношений с Германией как о деле желаемом и возможном.
1 июля Москва намекнула Берлину, что «ничто не мешает Германии доказать серьёзность своего стремления улучшить свои отношения с СССР». 3 июля Германия предложила Москве договориться о будущих судьбах Польши и Литвы. 4 июля СССР проинформировал Италию, что пойдёт на договор с Великобританией и Францией только тогда, когда они примут все советские условия, и вновь заявил, «что ничто не мешает германскому правительству доказать на деле серьёзность и искренность своего стремления улучшить отношения с СССР».
18 июля советский торгпред Е. И. Бабарин передал экономическому советнику германского МИД Карлу Шнурре (нем. Karl Schnurre) проект торгового соглашения и перечень сырьевых товаров, которые СССР готов поставить Германии.
24 июля Карл Шнурре в беседе с советским временным поверенным в делах Г. И. Астаховым после обсуждения текущих экономических вопросов изложил план улучшения германо-советских политических отношений (предварительно оговорив эту часть беседы как неофициальный обмен мнениями). Немецкий план включал: 1) заключение торгово-кредитного договора; 2) нормализацию отношений в области прессы и культурных отношений, установление атмосферы взаимного уважения; 3) политическое сближение. При этом Шнурре заметил, что ранее неоднократные попытки германской стороны поднять эту тему были проигнорированы советской стороной. 26 июля Шнурре продолжил развивать эту тему, пригласив, по указанию Риббентропа, Астахова и заместителя торгпреда Е. И. Бабарина в берлинский ресторан «Эвест». Третий пункт плана был несколько конкретизирован немецкой стороной: «или возвращение к тому, что было раньше <договор о нейтралитете 1926 г.>, или же новое соглашение, которое примет во внимание жизненные политические интересы обеих сторон». О позиции Германии Астахов сообщил в телеграмме:

Германия готова разговаривать и договориться с нами [СССР] по всем интересующим обе стороны вопросам, дав все гарантии безопасности, какие мы захотели бы от неё получить. Даже в отношении Прибалтики и Польши договориться было бы так же легко, как было в отношении Украины (от которой Германия отказалась).
Тем временем 2−3 августа Германия вновь предложила улучшить отношения с СССР на базе разграничения интересов сторон в Восточной Европе. Риббентроп впервые сделал официальное заявление на тему германо-советского сближения, в котором, в частности, содержался намёк на раздел сфер влияния:

По всем проблемам, имеющим отношение к территории от Чёрного до Балтийского моря, мы могли бы без труда договориться…
Что касается Польши, то за развивающимися событиями мы следим внимательно и хладнокровно. В случае провокации со стороны Польши мы урегулируем вопрос с Польшей в течение недели. На случай этого я сделал тонкий намёк на возможность заключения с Россией соглашения о судьбе Польши.
8—10 августа советское руководство получило от Астахова сведения о том, что немцы «готовы были бы объявить свою незаинтересованность (по крайней мере, политическую) в судьбе прибалтов (кроме Литвы), Бессарабии, русской Польши (с изменениями в пользу немцев) и отмежеваться от аспирации на Украину. За это они желали бы иметь от нас подтверждение нашей незаинтересованности к судьбе Данцига, а также бывшей германской Польши (быть может, с прибавкой до линии Варты или даже Вислы) и (в порядке дискуссии) Галиции». Такая договорённость, однако, подразумевала отказ СССР от договора с Великобританией и Францией. 11 августа советское руководство согласилось на начало постепенных переговоров по этим вопросам в Москве. 13 августа Германия уведомила СССР, что согласна вести переговоры в Москве.
14 августа в ходе совещания с военными Гитлер заявил о своём решении начать войну с Польшей, поскольку «Англия и Франция не вступят в войну, если ничто не вынудит их к этому». У германского руководства усиливалась уверенность в том, что Великобритания пока не готова к войне, и в этих условиях следует не связывать себе руки соглашением с Великобританией, а воевать с ней. Великобритания и Франция, в свою очередь, всё ещё не были уверены в том, что Германия будет воевать с Польшей. 18—20 августа Польша, категорически отвергавшая сотрудничество с СССР, была готова к переговорам с Германией для обсуждения германских условий территориального урегулирования, но Берлин, взявший курс на войну, уже не интересовало мирное решение вопроса. Германо-польские переговоры так и не состоялись.
15 августа Германия через посла Шуленбурга передала Москве широкие предложения и поставила вопрос о приезде в Москву министра иностранных дел И. Риббентропа. В ответ Молотов выдвинул предложение о заключении полноценного пакта вместо предложенной Шуленбургом совместной декларации о неприменении силы друг против друга.
17 августа Германия приняла все предложения СССР и вновь предложила ускорить переговоры путём приезда Риббентропа в Москву. СССР предложил сначала подписать экономический договор, а потом договориться о пакте и протоколе. 19 августа Германия сообщила о своём согласии «учесть всё, чего пожелает СССР», и вновь настаивала на ускорении переговоров. Советская сторона передала в Берлин проект пакта о ненападении (в постскриптуме содержался набросок будущего секретного протокола) и дала согласие на приезд Риббентропа 26—27 августа. В тот же день было подписано советско-германское торговое соглашение, о чём было сообщено в прессе.
Для Гитлера эта отсрочка была неприемлема, поскольку срок нападения на Польшу уже был назначен, и Гитлер спешил закончить кампанию до начала осенних дождей. 21 августа в 15 часов посол Шуленбург передал Молотову телеграмму от Гитлера «господину И. В. Сталину», в которой фюрер сообщал о своём согласии с советским проектом пакта о ненападении и о готовности выработать «дополнительный протокол» в ходе визита в Москву «ответственного государственного деятеля Германии». Указав на угрозу германо-польского кризиса, Гитлер предлагал принять Риббентропа «во вторник (22 августа), но не позднее среды (23 августа). Министр иностранных дел имеет всеобъемлющие и неограниченные полномочия, чтобы составить и подписать как пакт о ненападении, так и протокол». В 17 часов Молотов передал Шуленбургу ответ Сталина «рейхсканцлеру Германии господину А. Гитлеру» с сообщением о согласии советского правительства «на приезд в Москву г. Риббентропа 23 августа». Через несколько минут об этом было объявлено по берлинскому радио, немецким кораблям были отданы приказы занять боевые позиции, а на совещании с военными, состоявшемся 22 августа, Гитлер заявил о своём твёрдом намерении начать войну с Польшей.
Суммируя события августа 1939 года с точки зрения Германии, историк М. Мельтюхов отмечает, что в этот период для германского руководства в решающую фазу вступил вопрос о выяснении позиции Великобритании и СССР в случае войны с Польшей: 2—3 августа Германия активно зондировала Москву, 7 августа — Лондон, 10 августа — Москву, 11 августа — Лондон, 14—15 августа — Москву. На 23 августа были запланированы сразу два визита: британскому правительству 21 августа Берлин предложил принять для переговоров рейхсмаршала Геринга, а советскому — министра иностранных дел Риббентропа для подписания пакта о ненападении. И СССР, и Великобритания ответили согласием. 22 августа Гитлер сделал свой выбор и отменил поездку Геринга (исходя из необходимости прежде всего подписать договор с СССР), хотя Лондон об этом известили лишь 24 августа.
Этот выбор М. Мельтюхов считает возможным объяснить рядом факторов. Во-первых, германское командование было уверено, что вермахт в состоянии разгромить Польшу, даже если её поддержат Великобритания и Франция, тогда как выступление СССР на стороне антигерманской коалиции означало для Германии катастрофу. Во-вторых, соглашение с СССР было призвано удержать Великобританию и Францию от вмешательства и дать Германии возможность противостоять вероятной экономической блокаде западных держав. В-третьих, не последнюю роль, по мнению историка, играл и субъективный момент: Великобритания в предшествовавшие годы часто шла на уступки Германии, и нацистское руководство, видимо, привыкло к этому. Что же касается советского руководства, то оно, напротив, было крайне неуступчивым, и выраженную им готовность к соглашению следовало использовать без промедления. Кроме того, подписание пакта должно было окончательно похоронить англо-франко-советские военные переговоры.

## Подписание договора

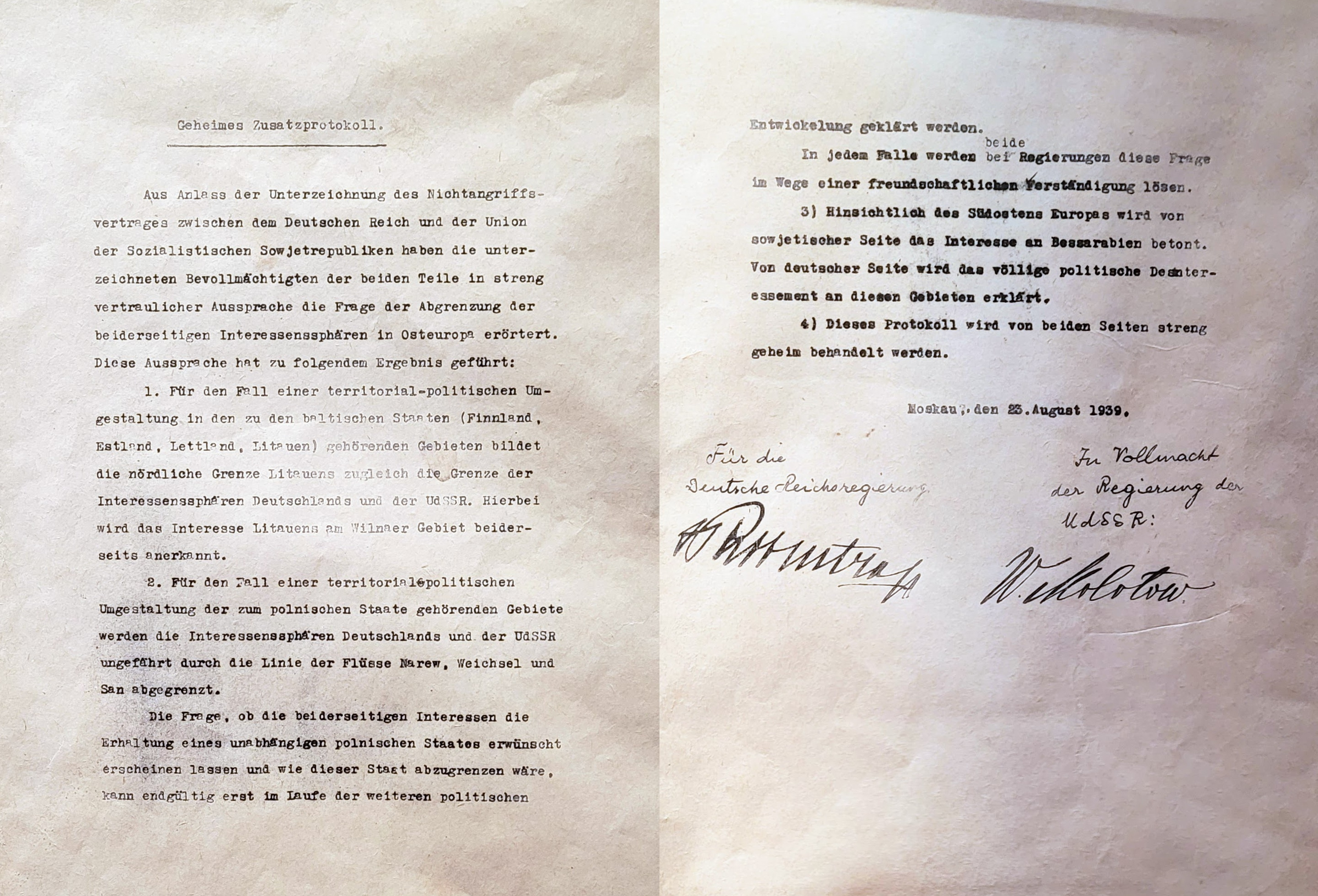
Секретный дополнительный протокол к Договору (Немецкая версия)

### Последние переговоры
Риббентроп прилетел в Москву в полдень 23 августа. Его самолёт был по ошибке обстрелян советскими зенитчиками рядом с Великими Луками. По утверждению посла США в СССР Ч. Боулена, флаги со свастикой, вывешенные при встрече Риббентропа, были позаимствованы на киностудии «Мосфильм», где их использовали как реквизит на съёмках антифашистских фильмов.
Встреча Риббентропа со Сталиным и Молотовым продолжалась три часа. По словам присутствовавшего на встрече личного переводчика Сталина, Владимира Павлова, когда началось обсуждение проекта договора, Сталин заявил: «К этому договору необходимы дополнительные соглашения, о которых мы ничего нигде публиковать не будем», после чего изложил содержание будущего секретного протокола о разделе сфер обоюдных интересов. В посланной Гитлеру в тот же день телеграмме Риббентроп сообщил об успешном продвижении переговоров. Единственным препятствием к подписанию он назвал требование советской стороны включить два латвийских порта (Лиепая и Вентспилс) в «сферу интересов» СССР. Гитлер дал на это своё согласие.
Непосредственно перед подписанием был затронут вопрос имевшей место ранее враждебности Германии и СССР друг другу. По этому поводу Риббентроп сказал советским дипломатам, что «между Балтийским и Чёрным морями нет проблемы, которая не могла бы быть разрешена нашими двумя странами». Германские и советские дипломаты отметили общность антикапиталистической и антидемократической позиции их правительств. В частности, было сказано, что «в идеологии Германии, Италии и Советского Союза есть один общий элемент: противостояние капиталистическим демократиям», «ни у нас, ни у Италии нет ничего общего с капиталистическим Западом» и «нахождение социалистического государства на стороне западных демократий представляется нам довольно противоестественным».
Один из германских представителей пояснил, что имевшая место ранее враждебность к советскому большевизму прекратилась после произошедших в Коминтерне изменений и отказа СССР от мировой революции. Один из советских представителей назвал разговор, в ходе которого было дано такое пояснение, «крайне важным». При подписании договора Риббентроп и Сталин беседовали в дружеской манере, обменивались тостами и вновь обсуждали имевшую место в 1930-х годах враждебность между их странами.

### Содержание договора
Договор состоял из семи коротких статей:
- статья I обязывала стороны воздерживаться от агрессии в отношении друг друга;
- статья II обязывала стороны не поддерживать агрессии третьих стран против другой стороны;
- статья IV обязывала стороны не вступать в военные союзы, направленные против другой стороны;
- статья V предлагала пути мирного урегулирования конфликтов;
- статья VI описывала срок действия договора (десять лет с автоматическим продлением каждый раз на пять лет);
- статьи III и VII были чисто техническими.

### Секретный протокол к договору
«Секретный дополнительный протокол» описывал «границы сфер интересов» сторон «в случае территориально-политического переустройства» Прибалтики и Польши. Латвия и Эстония входили в сферу интересов СССР. При этом Литва получала Вильнюс (на тот момент польский), а граница интересов в Польше проходила по рекам Нарев, Висла и Сан.
Вопрос о независимости Польши, согласно протоколу, мог «быть окончательно выяснен» позже, по согласию сторон.
Также СССР подчёркивал интерес к Бессарабии, а Германия — незаинтересованность в ней.

### Подписание договора
Около двух часов ночи в кабинете Молотова в Кремле были подписаны документы, датированные предыдущим днём. По желанию Риббентропа на церемонию подписания были допущены несколько немецких журналистов и — на правах протоколиста последующей беседы — и. о. легационного советника посольства Андор Хенке, хорошо знавший Россию и русский язык.
31 августа 1939 года Верховный Совет СССР ратифицировал договор, причём от депутатов было скрыто наличие «секретного дополнительного протокола». На следующий день, 1 сентября 1939 года, Германия напала на Польшу, а 17 сентября 1939 года на территорию Польши вошли советские войска.
В 1946 году, вспоминая об этом событии на Нюрнбергском процессе, Риббентроп сказал: «Когда я приехал в Москву в 1939 году к маршалу Сталину, он не обсуждал со мной возможность мирного урегулирования германо-польского конфликта в рамках пакта Бриана — Келлога, а дал понять, что если он не получит половины Польши и Прибалтийские страны, ещё без Литвы с портом Либава, то я могу сразу же вылетать назад».

### Банкет по случаю подписания
Встреча увенчалась банкетом, состоявшимся в том же кабинете Молотова, в котором велись переговоры, в ходе которого Сталин предложил тост: «Я знаю, как немецкий народ любит фюрера. Поэтому я хочу выпить за его здоровье».
Во время банкета Риббентроп говорил о том, что Британия всегда пыталась подорвать советско-германские отношения, о её «слабости» и её «желании, чтобы другие воевали ради её высокомерных претензий на мировое господство». Сталин согласился с этим и добавил: «Мировое господство Англии было возможным вследствие глупости других стран, которые всегда позволяли запугать себя» (If England dominated the world, that was due to the stupidity of the other countries that always let themselves be bluffed). Риббентроп заявил, что Антикоминтерновский пакт направлен не против Советского Союза, а против западных демократий, и что он «напугал, в основном, финансистов лондонского Сити и английских лавочников». Вдобавок к этому он рассказал о ходившей в Берлине шутке, что к Антикоминтерновскому пакту присоединится ещё и сам Сталин. После этого Сталин предложил свой тост за Гитлера, а затем он и Молотов поочерёдно предлагали тосты за немецкий народ, за подписанный договор и за советско-германские отношения. Риббентроп ответил тостами за Сталина и за отношения между двумя странами. Перед уходом Риббентропа с банкета Сталин отвёл его в сторону и сказал, что советское правительство относится к этому новому договору очень серьёзно, и что «он даёт честное слово, что Советский Союз не предаст своего партнёра».
В германском посольстве по случаю подписания договора было устроено ещё одно импровизированное торжество, где Риббентроп выглядел упоённым сверх всякой меры результатами своего визита в Москву и успехом переговоров.

## Юридическая характеристика договора

Слева: раздел сфер интересов в Восточной Европе по Секретному доп. протоколу. Справа: фактические изменения территорий к 1941 году.
Оранжевым цветом изображены территории, отходящие и отошедшие к СССР, голубым — территории, отошедшие к Германскому рейху, фиолетовым — территории, оккупированные Германией (Варшавское генерал-губернаторство, Норвегия и протекторат Богемия и Моравия)

Оценки юридической стороны договора противоречивы. Согласно мнениям одних историков, Договор о ненападении сам по себе (без протокола) не содержит ничего необычного и представляет собой типичный договор о ненападении, примеры которых часты в тогдашней европейской истории (см., например, аналогичный пакт между Германией и Польшей).
А. А. Пронин придерживается другого мнения, указывая на то, что в договоре отсутствовал пункт, отменяющий его действие в случае, если одна из сторон совершит агрессию (такой пункт присутствовал в большинстве договоров о ненападении, заключённых СССР). В исходном советском проекте договора соблюдение нейтралитета имело предпосылкой ситуацию, при которой другая сторона окажется «объектом насилия или нападения со стороны третьей державы», но окончательная редакция статьи II договора предполагала соблюдение нейтралитета в случае, если одна из сторон станет не объектом нападения, но «объектом военных действий со стороны третьей державы». Такие формулировки были типичны для дипломатии нацистской Германии: например, договор о ненападении между Германией и Латвией и договор о ненападении между Германией и Эстонией декларировали соблюдение нейтралитета «при любых обстоятельствах»; однако СССР до сих пор их не использовал. В результате договор широко открывал двери для любого нападения Германии, «спровоцированного» якобы актом насилия со стороны третьей державы. А. А. Пронин также указывает, что договор тесно связан с секретным протоколом и не может оцениваться отдельно от него, равно как и вне конкретной предвоенной ситуации тех дней. Секретный протокол к договору относил к сфере интересов СССР в Прибалтике — Латвию, Эстонию и Финляндию, а к сфере интересов Германии — Литву; в Польше раздел проходил по линии Нарев-Висла-Сан, Вильнюс переходил от Польши к Литве. При этом сам вопрос о том, желательно ли с точки зрения интересов договаривающихся сторон сохранение польского государства, предоставлялся «ходу дальнейшего политического развития», но в любом случае должен был решаться «в порядке дружественного обоюдного согласия». Кроме того, СССР подчеркнул свой интерес к Бессарабии, а Германия не возражала против интересов СССР в этом регионе Румынии. Дополнительный протокол оценивается А. А. Прониным как юридически неправомерный, поскольку он касался третьих стран.
Целью Договора между СССР и Германией, по утверждениям советского руководства, было обеспечить влияние Советского Союза в Восточной Европе, а без секретного протокола он не имел смысла. Хотя протокол не являлся юридическим основанием для перекройки восточноевропейских границ, он предрешил судьбу третьих стран и свидетельствует о тесном сотрудничестве СССР с нацистской Германией в переделе Восточной Европы.

## Международная реакция на подписание договора

### Япония
С весны 1939 года в Монголии шла полномасштабная необъявленная война на Халхин-Голе, развязанная союзной Германии Японией против СССР и Монголии. В день подписания договора завершилось окружение основной группировки японских войск. Попытки деблокировать окружённую группировку, предпринятые 24—25 августа, успеха не принесли и в последующем не предпринимались.
Поражение, нанесённое советско-монгольскими войсками, и одновременное подписание советско-германского договора привели Японию к правительственному кризису и существенным изменениям военных планов.
25 августа министр иностранных дел Японской империи Арита Хатиро заявил послу Германии в Токио Отту протест по поводу подписания советско-германского договора о ненападении; в протесте отмечалось, что «этот договор по своему духу противоречит антикоминтерновскому соглашению».
28 августа правительство Японии во главе с Киитиро Хиранумой, являвшимся сторонником совместной японо-германской войны против СССР, подало в отставку. По утверждению историка Х. Тэратани, «никогда — ни до, ни после — в истории не было случая, чтобы японское правительство уходило в отставку по причине заключения договора двух других государств между собой».
Новое японское правительство подписало соглашение о перемирии 15 сентября 1939 года, а 13 апреля 1941 года заключило советско-японский пакт о нейтралитете.

Можно представить шок, поразивший Токио, когда в разгар боёв на Халхин-Голе становится известно о подписании советско-германского договора о ненападении.
Оказалось, что японское правительство Хиранумы поставило не на ту лошадь. Германия предала Японию, и все надежды, связанные с развитием халхин-гольского конфликта с помощью Германии и превращением его в победоносную войну против коммунизма, лопнули. Уже 4 сентября Япония выступила с заявлением, что ни в какой форме не намерена вмешиваться в конфликт в Европе. Германскую пощёчину трудно было вынести. Хиранума с позором вылетел в отставку, на его место пришло правительство Абэ, которое приоритетным направлением в войне считало южное.
— Игорь Можейко, историк-востоковед, писатель. [militera.lib.ru/h/mozheiko/index.html Западный ветер — ясная погода]
Как вспоминал в конце своей жизни В. Молотов, «Сталин был крупнейший тактик. Гитлер ведь подписал с нами договор о ненападении без согласования с Японией! Сталин вынудил его это сделать. Япония после этого сильно обиделась на Германию, и из их союза ничего толком не получилось».

### Англия и Франция
Как указывает российский историк Мозохин, сближение СССР с Германией, поставки Германии советских нефтепродуктов, имевших стратегически важное значение, вызвали негативную реакцию Англии и Франции. Военно-политическое руководство этих стран не исключало развязывания боевых действий против СССР, в первую очередь в целях противодействия поставкам советской нефти в Германию; при этом планировалось нанести воздушные удары по коммуникациям и непосредственно по объектам нефтедобывающей и нефтеперерабатывающей промышленности на Кавказе.
27 августа 1939 правительство Даладье запрещает выход газеты «Юманите», после «одобрения ею» советско-германского договора.
Последовавшее в 1939—1940 годах присоединение к Советскому Союзу Прибалтики, западных областей Украины, Белоруссии и Бессарабии, осуществлённое на основе соглашений СССР с Германией, отрицательно сказалось на общественном мнении за рубежом, особенно в странах, находившихся в состоянии войны или уже оккупированных Германией. Тем не менее, то обстоятельство, что к СССР были присоединены в основном регионы, входившие до 1917 года в состав Российской империи и находившиеся к востоку от «линии Керзона», рекомендованной в качестве восточной границы Польши в ходе подготовки Версальского мирного договора (1919), оказало определённое сдерживающее влияние на позицию западных держав в отношении СССР.

## Последствия заключения договора
Вопрос о последствиях, которые имело подписание пакта о ненападении, до сих пор является предметом бурной дискуссии.
По мнению ряда советских и российских историков, благодаря заключению этого договора Советский Союз:
- вернул себе территории, ранее принадлежавшие Российской империи, расширив таким образом свои пределы[70];
- отсрочил на два года начало войны и устранил угрозу войны на два фронта благодаря ухудшению германо-японских отношений[70];
- предотвратил создание враждебной для СССР коалиции Германии, Англии и Франции[70].

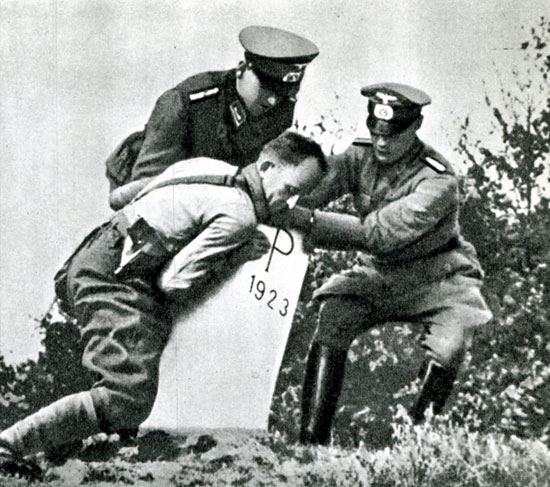
Немцы уничтожают пограничные знаки на польско-германской границе. 1939

К негативным последствиям пакта в отечественной историографии относят дезориентацию антифашистских сил и укрепление антисоветских тенденций на Западе, сворачивание антифашистской пропаганды и ослабление единого антифашистского фронта, предоставление Германии свободы манёвра в Европе, снабжение Германии советским сырьём и продовольствием, притупление бдительности в отношении Германии, снижение международного престижа СССР. По мнению Дашичева, СССР к лету 1941 года оказался в международной изоляции. Куманёв считает, что пакт представлял для СССР не более чем временное достижение нестабильного нейтралитета, и Сталин прекрасно это осознавал: накануне подписания договора он признавался, что это выбор нелёгкий и даже тяжёлый, тем не менее «плюсов» для Советского Союза всё же больше. По мнению Куманёва, «Пакт давал СССР выигрыш времени, в то время как Гитлер приступил к осуществлению масштабных военных действий против целого ряда государств». Кулиш и Сиполс оспаривают версию об оттяжке войны с Германией, указывая, что в 1939 году Германия не собиралась нападать на СССР и в последующее время была занята захватом Европы, что не позволяет говорить об отсрочке войны.
Как считает российский историк О. Б. Мозохин, заключение договора с Гитлером, как и последовавшие за ним военный конфликт с Финляндией и исключение СССР из Лиги Наций, подорвало международный авторитет Советского Союза как реальной силы, способной противостоять нацизму, и осложнило участие зарубежных коммунистических партий в антифашистском движении, поскольку по указанию Коминтерна они прекратили политическую и пропагандистскую работу против нацистской Германии.
К негативным последствиям для народов Восточной Европы относят утрату независимости Польши, Литвы, Латвии и Эстонии.
По мнению Павлова, договор не означал никаких изменений в проводимой до этого антисоветской политике и программных целях Германии, что доказывает высказывание Гитлера за двенадцать дней до его подписания, 11 августа 1939 года, в разговоре с Карлом Буркхардом: «Всё, что я делаю, направлено против России; если Запад слишком глуп и слеп, чтобы понять это, я буду вынужден договориться с русскими, разбить Запад, и затем, после его разгрома, концентрированными силами обратиться против Советского Союза. Мне нужна Украина, чтобы нас не уморили голодом, как в последней войне». Гитлер таким образом пытался избежать войны на два фронта и обеспечить свободу действий в Польше и на Западе, чем он и воспользовался.
Как отмечает Мельтюхов, благодаря соглашению с Германией СССР впервые за всю свою историю получил признание своих интересов в Восточной Европе со стороны великой европейской державы. Советскому Союзу удалось ограничить возможности дипломатического маневрирования Германии в отношении Великобритании и Японии, что во многом снижало для СССР угрозу общеевропейской консолидации на антисоветской основе и крупного конфликта на Дальнем Востоке. Разумеется, за это СССР пришлось взять на себя обязательства отказаться от антигерманских действий в случае возникновения германо-польской войны, расширить экономические контакты с Германией и свернуть антифашистскую пропаганду.
Важной проблемой историографии событий 1939 года является вопрос о связи советско-германского пакта с началом Второй мировой войны. В этом вопросе мнения исследователей разделились. Согласно мнению западной историографии и ряда отечественных авторов, пакт способствовал началу Второй мировой войны. Этот тезис исходит из позиции британского руководства, сформулированной 30 августа 1939 года, о том, что «судьба войны и мира находится сейчас в руках СССР» и его вмешательство может предотвратить войну. По мнению других, пакт не оказал никакого влияния на начало германо-польской войны (и Второй мировой войны), поскольку нападение на Польшу было запланировано ещё в апреле 1939 года. Так, в частности, историк В. П. Смирнов полагает, что, хотя пакт «значительно облегчил Гитлеру изоляцию и разгром Польши», его «нельзя считать ни причиной нападения Германии на Польшу, ни причиной Второй мировой войны».

## Версии о причинах подписания договора Советским Союзом
Как указывает в своей работе Мельтюхов, заключение советско-германского пакта о ненападении продолжает оставаться одной из ключевых тем отечественной историографии событий 1939 года. В центре дискуссии остаются причины согласия советского руководства на подписание соглашения с Германией. Сторонники официальной советской версии событий стараются доказать, что пакт был вынужденным шагом. Другие исследователи указывают на то, что это был сознательный выбор Сталина, обусловленный целями, которые он преследовал.
По словам Мельтюхова, имеющиеся в распоряжении историков документы свидетельствуют о стремлении советского руководства использовать противоречия между другими великими державами для усиления своего влияния в мире. Нарастание напряжённости в отношениях между Великобританией и Германией вело к тому, что обе эти страны были заинтересованы в благожелательной позиции СССР, и вынуждало их идти на уступки СССР. От советского руководства требовалось проведение осторожного внешнеполитического курса, гибко реагировавшего на изменения международной ситуации. В этом смысле, по мнению историка, советская внешняя политика 1939 года даёт «прекрасный пример подобного лавирования в собственных интересах».

### Версия о стремлении СССР избежать войны с Германией
Этой версии придерживаются советская и (частично) современная российская историографии.
Согласно этой версии, договор был подписан в связи с провалом московских переговоров, проходивших весной — летом 1939 года между представителями СССР, Англии и Франции в целях заключения тройственного договора о взаимопомощи и военной конвенции, предусматривающей конкретные военные меры по обеспечению коллективной безопасности в Европе. В ходе переговоров обнаружилось нежелание Англии и Франции дать конкретные военные обязательства и разработать реальные военные планы для противодействия возможной германской агрессии. Более того, параллельно с московскими переговорами английское правительство проводило переговоры в Лондоне с германскими представителями о разграничении сфер влияния. И это ещё более усилило опасения советского правительства о том, что его западные партнёры стремятся направить гитлеровскую агрессию на восток — ту агрессию, которая уже привела к «Мюнхенскому сговору» и разделу Чехословакии. В результате провала московских переговоров СССР терял надежду на создание военной коалиции с западными державами и оказывался в обстановке враждебного окружения, когда на Западе его потенциальными противниками были как страны «санитарного кордона», так и Германия, а на Востоке в роли агрессора выступала милитаристская Япония. В этих условиях СССР был вынужден согласиться на предложения Германии начать переговоры о заключении договора о ненападении:
Позиция западных держав предопределила срыв московских переговоров и поставила Советский Союз перед альтернативой: оказаться в изоляции перед прямой угрозой нападения фашистской Германии или, исчерпав возможности заключения союза с Великобританией и Францией, подписать предложенный Германией договор о ненападении и тем самым отодвинуть угрозу войны. Обстановка сделала неизбежным второй выбор. Заключённый 23 августа 1939 советско-германский договор способствовал тому, что, вопреки расчётам западных политиков, мировая война началась со столкновения внутри капиталистического мира.
Таким образом, советская историография считала подписание договора о ненападении с Германией единственной возможностью избежать войны с Германией и другими странами Антикоминтерновского пакта в 1939 году, когда СССР, как утверждается, находился в изоляции, не имея союзников.

### Версия об экспансионистских мотивах Сталина
Как полагает ряд исследователей, договор стал проявлением экспансионистских устремлений Сталина, который стремился столкнуть Германию с «западными демократиями», а после их взаимного ослабления — советизировать Западную Европу. Сергей Случ, полагающий, что Сталин видел в Германии, прежде всего, «естественного союзника» в борьбе с капиталистическим миром, так характеризует договор: «По существу, континентальная Европа ещё до начала Второй мировой войны была поделена между двумя диктаторами, представлявшими на международной арене модели во многом схожего поведения — политический гангстеризм нового типа, различавшиеся разве что масштабами и степенью лицемерия».

### Версия об имперских мотивах Сталина
Согласно данной точке зрения, Сталин некоторое время выбирал между Германией, с одной стороны, и Великобританией и Францией, с другой, но, столкнувшись с недобросовестностью последних, предпочёл остаться в стороне от войны и воспользоваться выгодами от «дружбы» с Германией, прежде всего утвердив политические интересы СССР в Восточной Европе. Такое мнение высказал Уинстон Черчилль непосредственно после подписания договора.
Как полагает профессор истории Ирландского университета Джеффри Робертс, политика СССР заключалась в том, чтобы на основе соглашения с Германией добиться ограниченной сферы влияния, которая позволила бы гарантировать первоочередные потребности безопасности страны — главным образом, удержать страну от втягивания в войну и ограничить экспансию Германии на восток.
В целом, каждый автор по-своему решает вопрос о соотношении в действиях Сталина «вынужденности», «прагматизма» и идеологически мотивированного экспансионизма.

## Мнения современников
1. Уинстон Черчилль — премьер-министр Великобритании в 1940—1945:

Только тоталитарный деспотизм в обеих странах мог решиться на такой одиозный противоестественный акт.
Невозможно сказать, кому он внушал большее отвращение — Гитлеру или Сталину. Оба сознавали, что это могло быть только временной мерой, продиктованной обстоятельствами. Антагонизм между двумя империями и системами был смертельным. Сталин, без сомнения, думал, что Гитлер будет менее опасным врагом для России после года войны против западных держав. Гитлер следовал своему методу «поодиночке». Тот факт, что такое соглашение оказалось возможным, знаменует всю глубину провала английской и французской политики и дипломатии за несколько лет.

В пользу Советов нужно сказать, что Советскому Союзу было жизненно необходимо отодвинуть как можно дальше на запад исходные позиции германских армий, с тем чтобы русские получили время и могли собрать силы со всех концов своей колоссальной империи. В умах русских калёным железом запечатлелись катастрофы, которые потерпели их армии в 1914 году, когда они бросились в наступление на немцев, ещё не закончив мобилизации. А теперь их границы были значительно восточнее, чем во время первой войны. Им нужно было силой или обманом оккупировать прибалтийские государства и большую часть Польши, прежде чем на них нападут. Если их политика и была холодно расчётливой, то она была также в тот момент в высокой степени реалистичной.— [militera.lib.ru/memo/english/churchill/index.html Черчилль У. Вторая мировая война. — М.: Воениздат, 1991], т. 1, часть 1, глава 21.
2. Адольф Гитлер — фюрер и рейхсканцлер Германии:

Благодаря этим соглашениям гарантируется благожелательное отношение России на случай любого конфликта и то, что уже более не существует возможности участия в подобном конфликте Румынии!— Документы и материалы о советско-германских отношениях

Наши враги рассчитывали ещё на то, что Россия станет нашим противником после завоевания Польши. Враги не учли моей решимости. Наши враги подобны маленьким червячкам. Я видел их в Мюнхене. Я был убеждён, что Сталин никогда не примет предложения англичан. Только безоглядные оптимисты могли думать, что Сталин настолько глуп, что не распознает их истинной цели. Россия не заинтересована в сохранении Польши… Отставка Литвинова явилась решающим фактором. После этого я моментально понял, что в Москве отношение к западным державам изменилось.

Я предпринял шаги, направленные на изменение отношений с Россией. В связи с экономическим соглашением завязались политические переговоры. В конце концов от русских поступило предложение подписать пакт о ненападении. Четыре дня назад я предпринял специальный шаг, который привёл к тому, что Россия вчера объявила о своей готовности подписать пакт. Установлен личный контакт со Сталиным. Послезавтра Риббентроп заключит договор. Теперь Польша оказалась в положении, в котором я хотел её видеть… Положено начало уничтожению гегемонии Англии. Теперь, когда я провёл необходимые дипломатические приготовления, путь солдатам открыт.— Уильям Ширер. Взлёт и падение Третьего рейха.
3. Иосиф Сталин — секретарь ЦК ВКП(б), с 1941 — председатель Совета Народных Комиссаров — Совета Министров СССР:

Пакт о ненападении в некоторой степени помогает Германии.— Дневник Г. Димитрова, запись 7.09.1939. [militera.lib.ru/research/bezymensky3/15.html А. Л. Безыменский. Гитлер и Сталин перед схваткой]

Могут спросить: как могло случиться, что Советское Правительство пошло на заключение пакта о ненападении с такими вероломными людьми и извергами, как Гитлер и Риббентроп? Не была ли здесь допущена со стороны Советского Правительства ошибка? Конечно, нет! Пакт о ненападении есть пакт о мире между двумя государствами. Именно такой пакт предложила нам Германия в 1939 году. Могло ли Советское Правительство отказаться от такого предложения? Я думаю, что ни одно миролюбивое государство не может отказаться от мирного соглашения с соседней державой, если во главе этой державы стоят даже такие изверги и людоеды, как Гитлер и Риббентроп. И это, конечно, при одном непременном условии — если мирное соглашение не задевает ни прямо, ни косвенно территориальной целостности, независимости и чести миролюбивого государства. Как известно, пакт о ненападении между Германией и СССР является именно таким пактом.— И. Сталин. О Великой Отечественной войне Советского Союза. Выступление по радио 3 июля 1941 года
4. Бенито Муссолини, дуче Фашистской партии Италии, премьер-министр Италии:

Что касается соглашения с Россией, то я одобряю его полностью <…> сближение между Германией и Россией необходимо для предотвращения окружения их демократиями— Документы и материалы о советско-германских отношениях
5. Вячеслав Молотов — Председатель Совета Народных Комиссаров, народный комиссар иностранных дел:

Главное значение советско-германского договора о ненападении заключается в том, что два самых больших государства Европы договорились о том, чтобы положить конец вражде между ними, устранить угрозу войны и жить в мире между собой. Тем самым поле возможных военных столкновений в Европе суживается. Если даже не удастся избежать военных столкновений в Европе, масштаб этих военных действий теперь будет ограничен. Недовольными таким положением дел могут быть только поджигатели всеобщей войны в Европе, те, кто под маской миролюбия хотят зажечь всеевропейский военный пожар.— Оглашению подлежит: СССР—Германия 1939—1941 (Документы и материалы)

Этот договор (равно как кончившиеся неудачей англо-франко-советские переговоры) показывает, что теперь нельзя решать важные вопросы международных отношений — тем более вопросы Восточной Европы — без активного участия Советского Союза, что всякие потуги обойти Советский Союз и решить подобные вопросы за спиной Советского Союза должны окончиться провалом. Советско-германский договор о ненападении означает поворот в развитии Европы… Этот договор не только даёт нам устранение угрозы войны с Германией… — он должен обеспечить нам новые возможности для роста сил, укрепления наших позиций, дальнейший рост влияния Советского Союза на международное развитие.— Из выступления Молотова на сессии Верховного Совета СССР по вопросу о ратификации пакта о ненападении.
[militera.lib.ru/research/meltyukhov/index.html Мельтюхов М. И. Упущенный шанс Сталина. Советский Союз и борьба за Европу: 1939—1941.] М.: Вече, 2000.
6. Курт фон Типпельскирх, генерал вермахта, в 1939 — начальник разведывательного управления Генерального Штаба сухопутных войск:

Напрашивается вопрос: не мог ли какой-нибудь государственный деятель, используя все своё влияние, предотвратить надвигающуюся катастрофу <мировую войну>? То, что Гитлер хотел войны, хотя бы локальной, является документально подтверждённым фактом. Но он бы не добился так легко этой цели, если бы не нашёл необходимых союзников и противников в лице Советского Союза, Англии и Польши. Решающее значение имела позиция Советского Союза. Когда Гитлер заручился его согласием, у него появилась уверенность в том, что он выиграет войну против западных держав. Позиция Советского Союза была также убедительнейшим аргументом, который позволил Гитлеру рассеять сомнения своих военных советников. Последние считали, что трудно предвидеть, какой размах примут военные действия, если они выйдут за рамки локального конфликта, и поэтому на такое расширение войны пойти нельзя.— К. фон Типпельскирх. История Второй мировой войны (недоступная ссылка — история, копия)
7. Уильям Ширер, американский историк, в 1939 г. корреспондент в Германии:

Франция вместе с Германией и Англией единодушно исключили Россию из числа участников встречи в Мюнхене. Через несколько месяцев западным демократиям пришлось за это расплачиваться. 3 октября, через четыре дня после мюнхенской встречи, Вернер фон Типпельскирх, советник германского посольства в Москве, докладывал в Берлин о последствиях Мюнхена для политики Советского Союза. <…>
В Лондоне и Париже горько сокрушались по поводу двойной игры Сталина. Многие годы советский деспот кричал о «фашистских зверях», призывая все миролюбивые государства сплотиться, чтобы остановить нацистскую агрессию. Теперь он сам становился её пособником. В Кремле могли возразить — что, собственно, и сделали: Советский Союз сделал то, что Англия и Франция сделали год назад в Мюнхене — за счёт маленького государства купили себе мирную передышку, необходимую на перевооружение, чтобы противостоять Германии. Если Чемберлен поступил честно и благородно, умиротворив Гитлера и отдав ему в 1938 году Чехословакию, то почему же Сталин повёл себя нечестно и неблагородно, умиротворяя через год Гитлера Польшей, которая всё равно отказалась от советской помощи?
О тайной циничной сделке Сталина с Гитлером <по разделу Восточной Европы> <…> знали только в Берлине и Москве. Правда, вскоре о ней узнали все по тем шагам, которые предприняла Россия и которые даже тогда поразили весь мир. <…>
Вступив в Лигу Наций, Советский Союз завоевал репутацию поборника мира и ведущей силы, противостоявшей фашистской агрессии. Теперь этот моральный капитал он быстро терял.

Кроме всего прочего, заключив сделку с Гитлером, Сталин дал сигнал к началу войны, которой наверняка предстояло перерасти в конфликт мирового масштаба. Это он, несомненно, знал. Как оказалось, это была величайшая ошибка в его жизни.
8. Константин Симонов, военный корреспондент на Халхин-Голе, писатель:

Когда мы были там, на Халхин-Голе, когда там шла война, эта возможность удара в спину ножом связывалась с Германией. И вот вдруг наступила странная, неожиданная, оглушающая своею новизной эра предстоящего относительного спокойствия: был заключён пакт о ненападении — с кем? — с фашистской Германией. <…> Хотя мы окружили, разбили, в общем, разгромили, это не будет преувеличением сказать, японцев на монгольской территории, но что будет дальше и начнётся ли большая война с Японией, было неизвестно, как мне тогда казалось, можно было ждать и этого. <…> В моих глазах Сталин был прав, что сделал это. А то, что практически ни Англия, ни Франция, объявив войну немцам, так и не пришли полякам на помощь, подтверждало для меня то, что писалось о бесплодности и неискренности с их стороны тех военных переговоров о договоре, который мог бы удержать Германию от войны. Вдобавок было на очень свежей памяти всё давнее: и Мюнхен, и наша готовность вместе с Францией, если она тоже это сделает, оказать помощь Чехословакии, и оккупация немцами Чехословакии, — всё это было на памяти, и всё это подтверждало, что Сталин прав.
9. Михаил Смиртюков, помощник заместителя председателя Совнаркома СССР (в дальнейшем управляющий делами Совета Министров СССР):

В смещении Молотова, возможно, не последнюю роль сыграл пакт, который он подписал с Риббентропом. Я, конечно же, не присутствовал на переговорах. Только видел, как Риббентроп шёл по кремлёвскому коридору к кабинету Молотова. Но могу сказать, каким было настроение после подписания пакта.

Наши руководители чувствовали себя так, будто ухватили бога за бороду. Кусок Польши отхватили, Прибалтику получили. Но эйфория начала улетучиваться во время войны с Финляндией. Не стала она четвёртой прибалтийской республикой. А когда стало ясно, что немцы готовятся к войне против СССР, пакт перестал быть большим достижением советского руководства. И пусть не официально, но вину за его заключение Сталин свалил на Молотова.

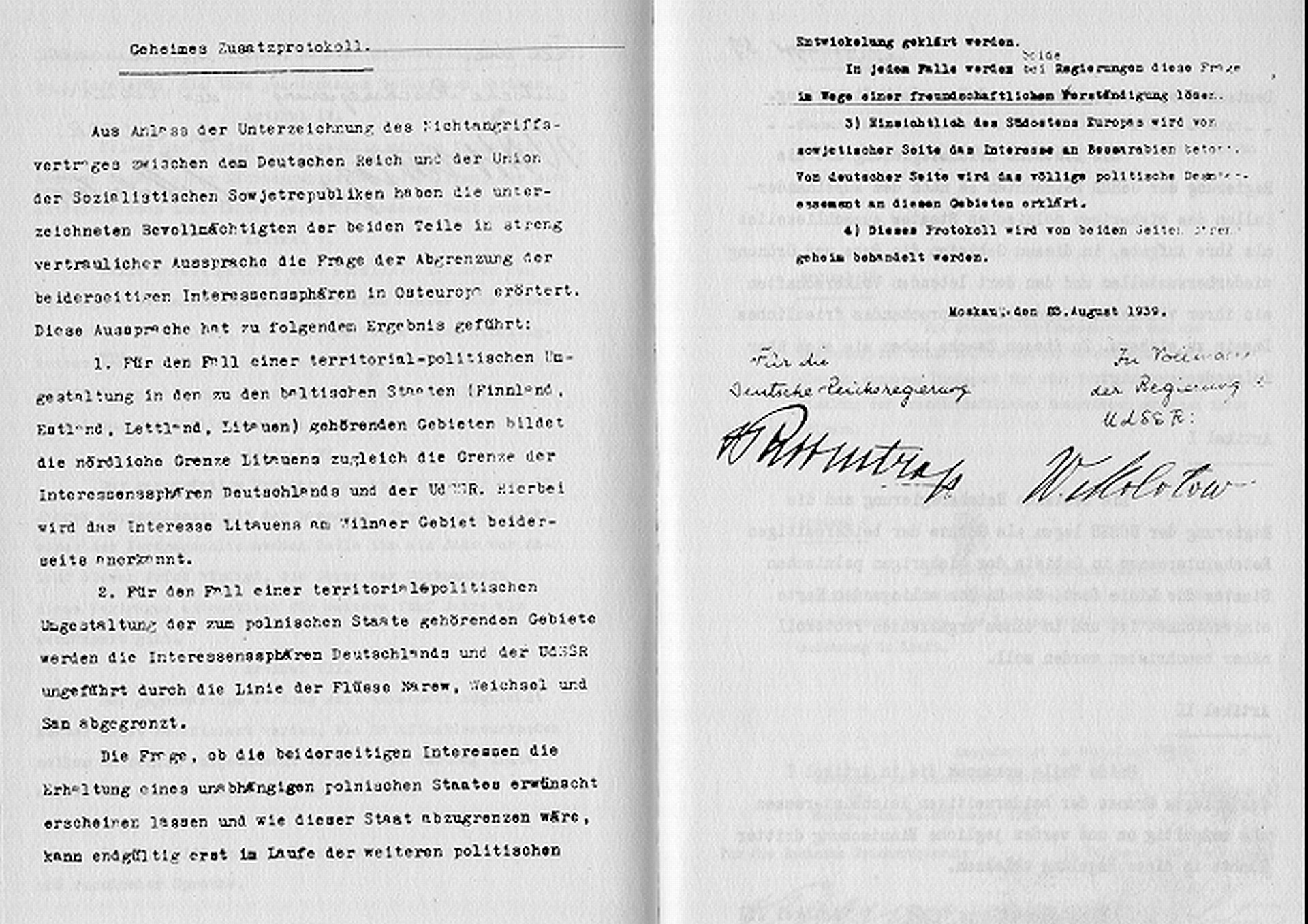
Копия секретного протокола

## Актуальность
В СССР на протяжении всего послевоенного периода существование «секретного протокола» к договору о ненападении с Германией категорически отрицалось. На Западе его существование не ставилось под сомнение и было основанием для тезиса о «советской оккупации Прибалтики». С началом в середине 1980-х годов периода перестройки и гласности в СССР стало возможным полноценное расследование всех обстоятельств данного вопроса (подробнее см. История опубликования).
Вопрос о самом Договоре и, особенно, о секретных приложениях к нему был поднят прежде всего из-за давления со стороны депутатов Балтийской группы. Для изучения вопроса была создана особая комиссия во главе с секретарём ЦК КПСС Александром Яковлевым. 24 декабря 1989 года Съезд народных депутатов СССР, заслушав доложенные Яковлевым выводы комиссии, принял резолюцию, в которой осудил протокол (отметив отсутствие подлинников, но признав его подлинность, основываясь на графологической, фототехнической и лексической экспертизе копий и на соответствии их содержания последующим событиям). Тогда же, впервые в СССР, был опубликован текст секретных протоколов (по немецкому микрофильму — «Вопросы истории», № 6, 1989). В Постановлении Съезда народных депутатов СССР от 24 декабря 1989 года № 979-1 «О политической и правовой оценке советско-германского договора о ненападении от 1939 года» указано:

6. Съезд констатирует, что переговоры с Германией по секретным протоколам велись Сталиным и Молотовым втайне от советского народа, ЦК ВКП(б) и всей партии, Верховного Совета и Правительства СССР, эти протоколы были изъяты из процедур ратификации. Таким образом, решение об их подписании было по существу и по форме актом личной власти и никак не отражало волю советского народа, который не несёт ответственности за этот сговор.

7. Съезд народных депутатов СССР осуждает факт подписания «секретного дополнительного протокола» от 23 августа 1939 года и других секретных договорённостей с Германией. Съезд признаёт секретные протоколы юридически несостоятельными и недействительными с момента их подписания.

Протоколы не создавали новой правовой базы для взаимоотношений Советского Союза с третьими странами, но были использованы Сталиным и его окружением для предъявления ультиматумов и силового давления на другие государства в нарушение взятых перед ними правовых обязательств.
Дискуссии об исторической роли договора о ненападении и секретных протоколов актуальны и по сей день.
31 мая 2019 года на сайте фонда «Историческая память» были опубликованы сканы советского оригинала Договора о ненападении между СССР и Германией и секретного дополнительного протокола. Сканы были предоставлены Историко-документальным департаментом МИД России. В 2011 и 2016 годах натурное изображение советского оригинала договора публиковалось в газете «Правда».
19 сентября 2019 года Европейский парламент принял резолюцию «О важности сохранения исторической памяти для будущего Европы», в которой осудил подписание Пакта Молотова — Риббентропа Советским Союзом и гитлеровской Германией, что «поделило Европу и территории независимых государств между двумя тоталитарными режимами» и «проложило дорогу к началу Второй мировой войны». За резолюцию проголосовали 535 евродепутатов, 66 проголосовали против и 52 воздержались.
Эту резолюцию резко осудила Россия; президент страны В. В. Путин на встрече с главами государств СНГ 20 декабря 2019 года заявил, что Пакт о ненападении между СССР и Германией являлся последним в череде подобных документов, тогда как истинные причины войны кроются в политике европейских государств, поощрявшей милитаризацию Германии (англо-германское соглашение 1935 года позволило Германии восстановить военный флот) и её экспансионистские планы (Мюнхенский сговор).
В статье для американского консервативного издания «National Interest» в июне 2020 года Владимир Путин назвал присоединение Латвии, Литвы и Эстонии к СССР по пакту Молотова — Риббентропа соответствовавшим международному и государственному праву того времени.
В июне 2021 года президент Белоруссии Александр Лукашенко утвердил новый праздник — День народного единства, который будет отмечаться 17 сентября. Эту дату он назвал важной вехой в истории формирования белорусской нации — образованием существующих границ республики, до того бывшей «клочком от центра нынешней Беларуси до Мозыря», «лоскутом». Решение отметить события 17 сентября 1939 года как государственный праздник вызвало резко негативную реакцию МИД Литвы и Польши.
К годовщине вступления советских войск на территорию Польши МИД РФ 17 сентября 2021 года опубликовал пост в социальной сети Twitter, в духе советской историографии толковавший ввод советских войск в Польшу как некий «освободительный поход», встреченный местным населением «с ликованием» и «не позволивший вермахту подойти к Минску». К посту было также прикреплено видео, в котором было изложена позиция Москвы относительно событий 1939 года. В частности, приводятся слова президента Владимира Путина, возложившего ответственность за них на тогдашнее руководство Польши и приводится своеобразная интерпретация других исторических фактов: так, территории Западной Белоруссии и Западной Украины названы «оккупированными Польшей с 1920—1921 годов», хотя их переход под юрисдикцию Польской республики в 1921 году как результат советско-польской войны был официально закреплен условиями Рижского договора.